# Onze-Lieve-Vrouwekapel (Kortenberg)

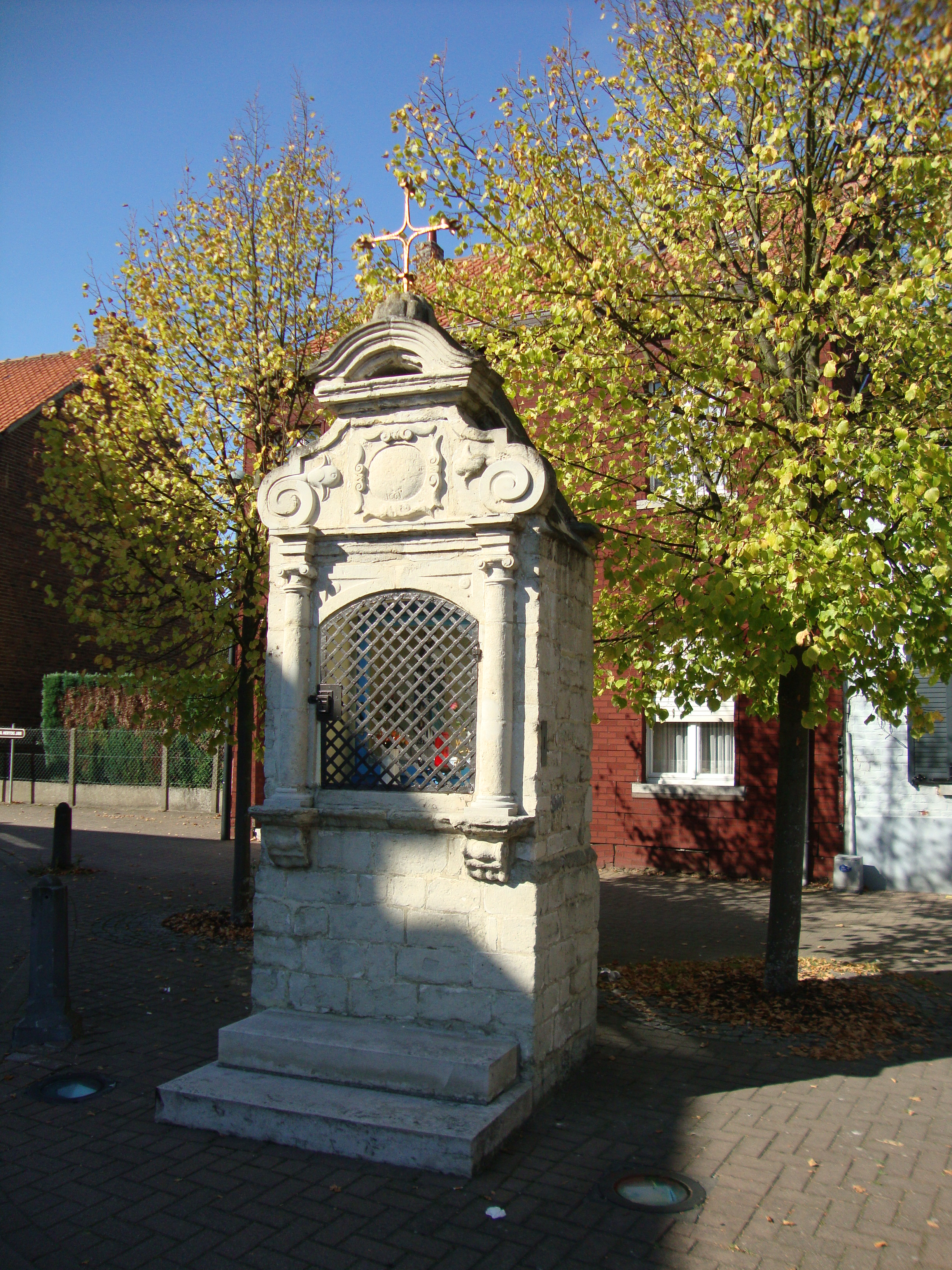
Onze-Lieve-Vrouwekapel

De Onze-Lieve-Vrouwekapel is een kapel in de Vlaams-Brabantse plaats Kortenberg, gelegen aan de Kapellestraat.
Het betreft een zandstenen pijlerkapel, opgericht in 1661. De kapel, uitgevoerd in barokstijl, wordt gedekt door een gebogen fronton.